# Zissoide

Zissoide (rot) der Kurven (grün) und (blau) bezüglich des Pols

Eine Zissoide  oder Efeu-Kurve ist eine ebene Kurve, die mit Hilfe zweier anderer Kurven und eines Punktes definiert wird. Die Definition lässt viele unterschiedliche Kurvenformen zu, so dass sich viele andere ebene Kurven als Zissoiden auffassen lassen. Eines der ältesten Beispiele für eine Zissoide ist die bereits seit der Antike bekannte Zissoide des Diokles.

## Definition
Gegeben sind zwei Kurven {\displaystyle C_{1}} und {\displaystyle C_{2}} sowie ein als Pol bezeichneter Punkt {\displaystyle O}. Zu einem Punkt {\displaystyle P_{1}} auf {\displaystyle C_{1}} schneidet die Gerade {\displaystyle OP_{1}} die Kurve {\displaystyle C_{2}} in {\displaystyle P_{2}}. Nun addiert man den Vektor {\displaystyle {\overrightarrow {P_{1}P_{2}}}} zum Pol {\displaystyle O} und erhält so den Punkt {\displaystyle A}. Die Zissoide der Kurven {\displaystyle C_{1}} und {\displaystyle C_{2}} bezüglich des Pols {\displaystyle O} ist nun definiert als geometrische Ort aller Punkte A, die man erhält, wenn sich der Punkt {\displaystyle P_{1}} entlang der Kurve {\displaystyle C_{1}} bewegt.
Das Vertauschen der Kurven {\displaystyle C_{1}} und {\displaystyle C_{2}} in der obigen Definition führt zu einer Punktspiegelung der ursprünglichen Zissoide an ihrem Pol  {\displaystyle O}.
Werden die Kurven {\displaystyle C_{1}} und {\displaystyle C_{2}}  durch die Polargleichungen  {\displaystyle r=c_{1}(\varphi )} und {\displaystyle r=c_{2}(\varphi )} (mit Pol {\displaystyle O} im Ursprung) beschrieben, so ergibt sich  {\displaystyle r=c_{2}(\varphi )-c_{1}(\varphi )} als Polargleichung für die zugehörige Zissoide. Dabei ist zu beachten, dass die Variable  {\displaystyle r} der Zissoide im Gegensatz zu dem der beiden Kurven vorzeichenbehaftet beziehungsweise orientiert ist.

## Kreis-Gerade-Zissoiden

Zissoide des Diokles (rot) mit Kreis (grün) und Gerade (blau) sowie Pol

Zissoiden, bei denen man für die Kurve {\displaystyle C_{1}} einen Kreis und für  Kurve {\displaystyle C_{2}} eine Gerade wählt, werden als Kreis-Gerade-Zissoiden bezeichnet. Die Zissoide des Diokles ist eine spezielle Kreise-Gerade-Zissoide, bei der der Pol {\displaystyle O} auf dem Kreis liegt und die Gerade die Tangente an den Kreis ist, deren Berührungspunkt {\displaystyle B} dem Pol gegenüber liegt. Das heißt, die Strecke  {\displaystyle OB} ist ein Durchmesser des Kreises und steht senkrecht auf der Geraden.